# Flaux
Flaux là một xã trong tỉnh Gard thuộc vùng Occitanie, phía nam nước Pháp. Xã Flaux nằm ở khu vực có độ cao trung bình 110 mét trên mực nước biển.